# ジル・アイアランド
ジル・アイアランド（Jill Ireland、本名：Jill Drothy Ireland、1936年4月24日 - 1990年5月18日）は、イギリスの映画女優。

## プロフィール
ロンドン（旧ミドルセックス州）出身。
1957年、映画『地獄特急』に出演した俳優デヴィッド・マッカラムと結婚するも1967年に離婚。1968年にチャールズ・ブロンソンと結婚。その後は夫婦競演作品が多い。1990年に乳がんで他界。
息子の一人が麻薬のオーバードースで亡くなっているため、反麻薬運動にも参加していた。

## 主な出演作品
◇印はデヴィッド・マッカラムと共演、※印はチャールズ・ブロンソンと共演。
- 武装強盗団 Robbery Under Arms (1957)
- シェーン　テレビシリーズ　Shane (1966) - メインキャスト:マリアン・スターレット
- 0011ナポレオン・ソロ/ミニコプター作戦 (1967)  ◇
- 戦うパンチョビラ Villa Rides (1968) - 酒場の女 ※
- 雨の訪問者 Le Passager de la Pluie (1970) - ニコール（ヒロインの親友）※
- 夜の訪問者 De la part des copains (1970) - モイラ ※
- 狼の挽歌 Citta Violenta （英題・Violent City) (1970) - ヴァネッサ（主人公の愛人）※
- 扉の影に誰かいる Someone behind the Door (1971) ※
- バラキ The Valachi Papers (1972) - マリア ※
- メカニック The Mechanic (1972) ※
- さらばバルデス 伊題：Valdez, il mezzosangue（ 米題：Chino）（1973） ※
- ブレイクアウト Breakout (1975) - アン・ワグナー ※
- ストリートファイター The Streetfighter (1975) ※
- 軍用列車 Breakheart Pass (1975) ※
- 正午から3時まで From Noon Till Three (1976) ※
- チャールズ・ブロンソン/愛と銃弾 Love and Bullets (1978) ※
- ロサンゼルス Death Wish Ⅱ(1982) ※
- トップレディを殺せ Assassination (1986)